# Hanamsagar, Kushtagi
Hanamsagar là một làng thuộc tehsil Kushtagi, huyện Koppal, bang Karnataka, Ấn Độ.